# Indice de qualité de l'air
Pour les articles homonymes, voir IQA.

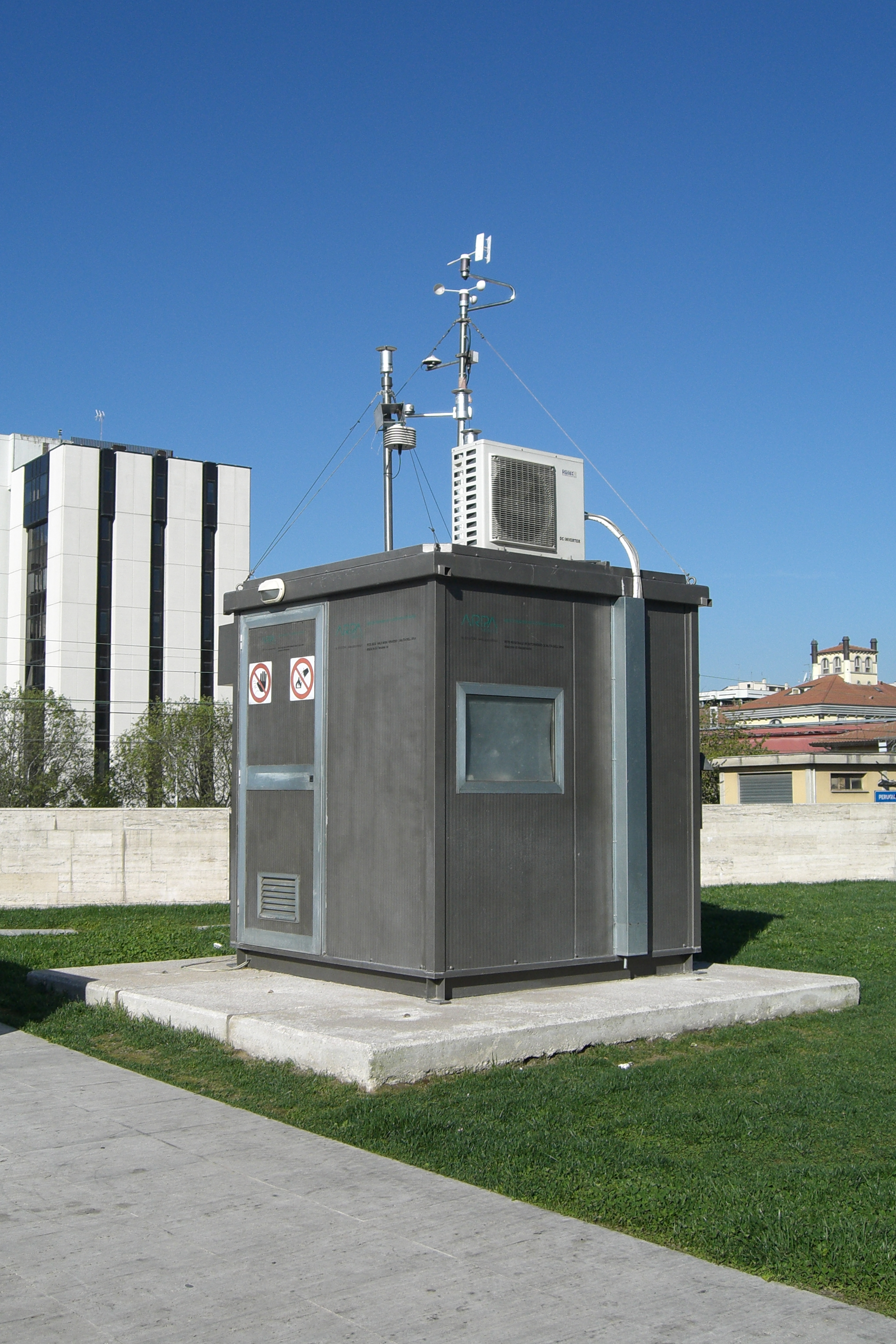
Station de surveillance de la qualité de l'air à Pérouse, en Italie.

Un indice de la qualité de l'air est le résultat d'une mesure de la qualité de l'air, permettant de synthétiser différentes données sous la forme d'une valeur unique.

## Dans le monde
En 2016, d'après un nouveau modèle de qualité de l'air basé sur des données satellitaires, du transport aérien et plus de 3 000 stations d'analyse de l'air au sol (rurales et urbaines), produit par l'Organisation mondiale de la santé (OMS) et l'Université de Bath, 92 % de la population mondiale respire un air trop pollué. 
Selon l'OMS, la pollution de l'air extérieur cause environ trois millions de décès par an, et 3,5 autres millions de morts sont dus à la pollution de l'air intérieur et extérieur (soit 11,6 % des décès dans le monde).
C'est pourquoi un nombre croissant de villes dans le monde surveillent l'état de leur air et publient un indice de qualité de l'air qui remplit principalement trois fonctions : évaluation de la qualité de l'air, aide à la décision, et communication au public. Mi-2014, l'OMS a publié une base de données répertoriant l'exposition des populations aux particules fines, et en 2015, un « Indice mondial de qualité de l'air » a été créé, né d'une initiative sociale lancée en 2007, et associé à une carte interactive permettant de visualiser le degré de pollution dans les principales grandes villes du monde.

## En Europe
Le projet européen « Common information to European air » (Citeair) a mis en place en 2006 un indice de qualité de l'air, également appelé Indice européen Citeair ou Citeair, qui permet de comparer la pollution d'une centaine de villes européennes,. 
Une carte du réseau de détecteurs Sensor.Community (nommé Luftdaten jusqu'en janvier 2020) permet également de comparer les niveaux de pollution (de particules fines) dans toutes les régions d'Europe à partir de détecteurs installés chez des particuliers. Il s'agit d'un projet open source de « science collaborative » développé à l'origine à Stuttgart en Allemagne, dans le cadre de l'initiative Code for Germany de l'Open Knowledge Foundation Germany. L'équipe a facilité la fabrication d'un détecteur de particules bon marché (environ 20 € en 2019), dont l'efficacité est reconnue,. Le projet connaît un succès croissant en France, notamment en Bretagne ou dans les régions grenobloise et toulousaine. Le nombre de capteurs influence aujourd'hui dans certains pays le seuil de sensibilité sur la qualité de l'air (le seuil à partir duquel on estime que l'air est moyen, médiocre, mauvais ou très mauvais), et par conséquent les échelles d'indices de qualité de l'air. Les données sont reprises officiellement par le ministère de l'Environnement des Pays-Bas sur son portail pour la qualité de l'air Samen Meten. 

### En France
La qualité de l'air reste, en France, un enjeu sanitaire majeur. La Commission européenne avait estimé, sur la base d'une étude publiée en 2005 dans le cadre du projet « Clean Air for Europe » (« Air pur pour l'Europe » ou « CAFE », lancé en 2000 et officialisé en mai 2001), que près de « 42 000 décès prématurés étaient aux environs de l'an 2000 dus en France à la mauvaise qualité de l'air ». Ce chiffre a été revu à la hausse en 2016 : « 60 % de la population française respire un air pollué » ; d'après cette nouvelle évaluation de Santé publique France, la pollution de l'air est la cause d'environ 48 000 décès par an. Les particules fines sont à elles seules responsable d'environ 9 % de la mortalité dans ce pays, selon une « évaluation quantitative de l'impact sanitaire (EQIS) de la pollution atmosphérique » de l'agence nationale de santé publique ; c'est la troisième cause de mortalité en France, derrière le tabagisme (78 000 décès) et l'alcoolisme (49 000 décès). 
Pour cette raison, la France a été condamnée en 2019 par l'Union européenne pour son inaction concernant la pollution de l'air (malgré six avertissements en dix ans).
La qualité de l'air est plus mauvaise dans les contextes très urbains, c'est-à-dire les villes et agglomérations de plus de 100 000 habitants (15 mois d'espérance de vie en moins à 30 ans, et jusqu'à deux ans de perte d'espérance de vie à 30 ans dans les villes les plus polluées, du fait des PM2,5). Mais il l'est aussi dans les villes de 2 000 à 100 000 habitants (10 mois de perte d'espérance en moyenne) et est médiocre en zones rurales (9 mois d'espérance vie en moins). La coordinatrice du programme « Air et santé », Sylvia Médina, estime que « cet impact des particules fines sur la santé est probablement sous-estimé ».
Il existe principalement deux indices de qualité d'air en France, différents selon la taille de l'agglomération :
l'indice ATMOpour les agglomérations de plus de 100 000 habitants ; il offre une vue synthétique de la qualité de l'air à partir du suivi de quatre polluants : dioxyde de soufre, dioxyde d'azote, ozone, particules en suspension (PM10 seulement), à l’échelle d’une agglomération ou d'une région, mais il ne tient pas compte des variations fines de la qualité de l'air localement (liées aux variations du trafic routier, d'utilisation de chauffage, des activités industrielles ou à des accidents, etc.). Les odeurs et certains polluants « atypiques » accidentellement émis dans l'air ne sont pas pris en compte par cet indice.
l'indice IQApour les agglomérations de taille inférieure à 100 000 habitants ; c'est un indice simplifié, qui peut reposer sur la mesure d'un nombre plus réduit de polluants.

#### Indice Atmo
L'indice Atmo a les caractéristiques suivantes :
- il met en évidence une pollution globale de fond, et non localisée ;
- il tient compte des niveaux de dioxyde de soufre, dioxyde d'azote, ozone et particules fines ;
- il est compris entre 1 et 10 ;
- il est calculé pour une journée et pour une zone géographique ;
- il est défini comme le plus grand des sous-indices calculés pour le dioxyde de soufre, le dioxyde d'azote, l'ozone et les particules fines ;
- il est accompagné d'une tendance : amélioration, stabilité ou dégradation ;
- il est accompagné de l'information au sous-indice dominant.

En 2014, l'indice Atmo est défini comme le maximum de quatre sous-indices. Un sous-indice est calculé pour chacune des quatre substances polluantes suivantes : 
1. Le dioxyde de soufre SO2 ;
2. Le dioxyde d'azote NO2- ;
3. L'ozone O3 ;
4. Les particules en suspension (PM10 ; les seuils pour ce sous-indice ont été revus à la baisse à compter du 1er janvier 2012[22]).

- Pour le dioxyde de soufre, le dioxyde d'azote et l'ozone, on note pour chaque heure de la journée le maximum de la concentration du polluant dans l'air, puis on fait la moyenne de ces maxima.
- Pour les particules fines, on calcule la concentration moyenne, sur la journée, de particules dont le diamètre aérodynamique est inférieur à 10 µm (PM10).

On utilise le tableau ci-dessous pour trouver le chiffre du sous-indice de chaque polluant (les concentrations sont exprimées en µg/m3) :
| Indice ATMO, | O3        | SO2       | NO2-      | PM10    | Niveau       |
| ------------ | --------- | --------- | --------- | ------- | ------------ |
| 1            | 0 à 29    | 0 à 39    | 0 à 29    | 0 à 6   | Très bon     |
| 2            | 30 à 54   | 40 à 79   | 30 à 54   | 7 à 13  | Très bon     |
| 3            | 55 à 79   | 80 à 119  | 55 à 84   | 14 à 20 | Bon          |
| 4            | 80 à 104  | 120 à 159 | 85 à 109  | 21 à 27 | Bon          |
| 5            | 105 à 129 | 160 à 199 | 110 à 134 | 28 à 34 | Moyen        |
| 6            | 130 à 149 | 200 à 249 | 135 à 164 | 35 à 41 | Médiocre     |
| 7            | 150 à 179 | 250 à 299 | 165 à 199 | 42 à 49 | Médiocre     |
| 8            | 180 à 209 | 300 à 399 | 200 à 274 | 50 à 64 | Mauvais      |
| 9            | 210 à 239 | 400 à 499 | 275 à 399 | 65 à 79 | Mauvais      |
| 10           | ≥ 240     | ≥ 500     | ≥ 400     | ≥ 80    | Très mauvais |

Un système de qualificatifs et de codes couleur est associé à chacun des sous-indices : bon : bleu ; moyen : vert ; dégradé : jaune ; mauvais : rouge ; très mauvais : pourpre ; extrêmement mauvais : magenta.
Depuis 2012 :
- le seuil d'information sur les particules est de 50 µg/m3 d'air au lieu de 80 en moyenne glissante sur 24 h ;
- le seuil d'alerte est de 80 µg/m3 au lieu de 125.

En 2020 (application à compter du 1er janvier 2021), un cinquième indicateur entre dans la composition de l'indice ATMO : les particules de diamètre aérodynamique inférieur à 2,5 micromètres (PM2,5). L'indice caractérisant la qualité de l'air globale de la journée considérée correspond toujours au sous-indice le plus dégradé. L'arrêté précise le mode de calcul de chacun des sous-indices journaliers. Le nouvel indice aligne les seuils des quatre premiers polluants atmosphériques sur ceux de l'indice de l'Agence européenne pour l'environnement, et intègre les particules fines de diamètre inférieur à 2,5 µm. Les mesures sont désormais disponibles à l'échelle locale, au niveau des intercommunalités et, très souvent, des communes.
| O3        | SO2       | NO2       | PM10      | PM2,5   | Niveau              |
| --------- | --------- | --------- | --------- | ------- | ------------------- |
| 0 à 50    | 0 à 100   | 0 à 40    | 0 à 20    | 0 à 10  | Bon                 |
| 50 à 100  | 100 à 200 | 40 à 90   | 20 à 40   | 10 à 20 | Moyen               |
| 100 à 130 | 200 à 350 | 90 à 120  | 40 à 50   | 20 à 25 | Dégradé             |
| 130 à 240 | 350 à 500 | 120 à 230 | 50 à 100  | 25 à 50 | Mauvais             |
| 240 à 380 | 500 à 750 | 230 à 340 | 100 à 150 | 50 à 75 | Très mauvais        |
| > 380     | > 750     | > 340     | > 150     | > 75    | Extrêmement mauvais |

### En Suisse
L'indice de pollution de l'air à court terme (IPC, également appelé IPAIR) repose sur la mesure de trois polluants : l'ozone, le dioxyde d'azote et les particules fines PM10. Il compte 6 niveaux.
| Indice IPC | O3        | NO2       | PM10     | Pollution     |
| ---------- | --------- | --------- | -------- | ------------- |
| 1          | 0 à 60    | 0 à 40    | 0 à 25   | Faible        |
| 2          | 61 à 120  | 41 à 80   | 26 à 50  | Modérée       |
| 3          | 121 à 135 | 81 à 90   | 51 à 56  | Significative |
| 4          | 136 à 180 | 91 à 120  | 57 à 75  | Marquée       |
| 5          | 181 à 240 | 121 à 160 | 76 à 100 | Élevée        |
| 6          | > 240     | > 160     | > 100    | Très élevée   |